# The Waltz of the Wind
The Waltz of the Wind (oft als Waltz of the Wind veröffentlicht, auf Deutsch: (Der) Walzer des Windes) ist ein Country-Song von Fred Rose, der in der Version von Rome Johnson with his Saddle Pals 1947 erstmals veröffentlicht wurde und die in der Version von Roy Acuff 1948 Platz 8 der US-Country-Charts erreichte.

## Inhalt und Veröffentlichung
Der Sänger erinnert sich daran, dass er mit seiner Liebsten im Mondlicht zum Walzer des Windes tanzte. Er verabschiedet sich bis morgen, da sie dort wieder zum Walzer des Windes tanzen werden.
Die erste Veröffentlichung erfolgte im August 1947 durch Rome Johnson (1916–1993), der das Lied am 7. Juli 1947 aufgenommen hatte.

### Coverversionen
- Der Country-Musiker Roy Acuff nahm das Lied ebenfalls 1947 auf und gelangte in die Top Ten der US-Country-Charts.
- Gene Vincent veröffentlichte den Song als einen von zwölf Titeln 1956 auf seinem ersten Album Bluejean Bop.[7]
- Die Aufnahme des Songs durch Hank Williams wurde 1956 postum auf dem Album The Immortal Hank Williams veröffentlicht.[8]
- Der deutsche Schlagersänger Freddy Quinn veröffentlichte Waltz of the Wind 1957 als B-Seite der Single Ain’t Misbehavin’.[9] Bei seinem zweiten Studioalbum 1958 – One in a Million – war dieses Stück auf Seite zwei zu finden.[10] Unter dem Titel: Rakuyoo no warushi sang Quinn ebenfalls eine Version in Japanischer Sprache ein.
- Marty Robbins veröffentlichte das Lied 1958 auf dem Extended-Play-Album Kaw-Liga[11] sowie auf seinem vierten Studioalbum Marty Robbins.[12]
- Duane Eddy  hatte Waltz of the Wind 1962 auf seinem vierten Studioalbum Dance With The Guitar Man.[13]

### Weitere Coverversionen
Folgende Coverversionen sind bekannt:
- Clyde Moody, 1948.
- Jan Garber & his Orchestra with Roy Cordell, 1950 als B-Seite von Play, Hurdy Grudy, Play.[14]
- Wayne King & his Orchestra with Nancy Evans & Harry Hall, 1950.[15]
- Ruby Wright, 1951. Als B-Seite von Pigtails On Parade.[16]
- Boots Faye and Idaho Call, 1951. Als B-Seite von The Sinful Song von Dorene Rainwater und Merle Leigh.[17]
- The La Croy Sisters with The Smoky Mountain Boys, 1951.[18]
- Bill Hayes – Orchestra conducted by Joe Lipman, 1951.[19]
- Keith Riordan, 1960
- The Lennon Sisters – Orchestra conducted by Billy Vaughn, 1961
- Hank Locklin, 1962
- Rex Franklin with The Prairie Pals and Nolene Anderson, 1962
- Stonewall Jackson, 1968
- Carl Smith, 1969
- Colin James with Olive Bice and The Bluebirds, 1975
- Larry Sparks & The Lonesome Ramblers, 1977
- Dale Potter, 1978 (Instrumental)
- Saskia & Serge, 1978
- Fiddle Fever, 1983 (Instrumental)
- Rattlesnake Annie, 1988
- Bob Kogut, 1993
- Chris Jones, 1999
- Justin Trevino, 2001
- The Curio Cowboys, 2016

## Chartplatzierungen
| Jahr | Titel Album                       | Höchstplatzierung, Gesamtwochen, AuszeichnungChartplatzierungen (Jahr, Titel, Album, Platzierungen, Wochen, Auszeichnungen, Anmerkungen) | Höchstplatzierung, Gesamtwochen, AuszeichnungChartplatzierungen (Jahr, Titel, Album, Platzierungen, Wochen, Auszeichnungen, Anmerkungen) | Höchstplatzierung, Gesamtwochen, AuszeichnungChartplatzierungen (Jahr, Titel, Album, Platzierungen, Wochen, Auszeichnungen, Anmerkungen) | Höchstplatzierung, Gesamtwochen, AuszeichnungChartplatzierungen (Jahr, Titel, Album, Platzierungen, Wochen, Auszeichnungen, Anmerkungen) | Höchstplatzierung, Gesamtwochen, AuszeichnungChartplatzierungen (Jahr, Titel, Album, Platzierungen, Wochen, Auszeichnungen, Anmerkungen) | Höchstplatzierung, Gesamtwochen, AuszeichnungChartplatzierungen (Jahr, Titel, Album, Platzierungen, Wochen, Auszeichnungen, Anmerkungen) | Anmerkungen                         |
| Jahr | Titel Album                       | DE | AT | CH | UK | US | Country | Anmerkungen                         |
| ---- | --------------------------------- | --- | --- | --- | --- | --- | --- | ----------------------------------- |
| 1948 | The Waltz of the Wind (Roy Acuff) | — | — | — | — | — | Country8 (1 Wo.)Country | Erstveröffentlichung: Dezember 1947 |

grau schraffiert: keine Chartdaten aus diesem Jahr verfügbar